# Гончарне (селище)
Гончарне — селище в Україні, у Білозерській селищній громаді Херсонського району Херсонської області. Населення становить 70 осіб.

## Історія
12 червня 2020 року, відповідно до Розпорядження Кабінету Міністрів України № 726-р «Про визначення адміністративних центрів та затвердження територій територіальних громад Херсонської області», увійшло до складу Білозерської селищної громади.
19 липня 2020 року, в результаті адміністративно-територіальної реформи та ліквідації Білозерського району, селище увійшло до складу Херсонського району.
24 лютого 2022 року селище тимчасово окуповане російськими військами під час російсько-української війни. 10 листопада 2022 року визволене Збройними силами України в ході контрнаступу в Херсонській області.

## Населення
Згідно з переписом УРСР 1989 року чисельність наявного населення селища становила 57 осіб, з яких 23 чоловіки та 34 жінки.
За переписом населення України 2001 року в селищі мешкало 70 осіб.

### Мовний склад
Рідна мова населення за даними перепису 2001 року:
| Мова       | Чисельність, осіб | Доля     |
| ---------- | ----------------- | -------- |
| Українська | 65                | 92,86 %  |
| Російська  | 5                 | 7,14 %   |
| Разом      | 70                | 100,00 % |